# Pheucticus
Pheucticus – rodzaj ptaków z rodziny kardynałów (Cardinalidae).

## Występowanie
Rodzaj obejmuje gatunki występujące w Ameryce.

## Morfologia
Długość ciała 18–24 cm, masa ciała 34–77,6 g.

## Systematyka

### Etymologia
Nazwa rodzajowa pochodzi od greckiego słowa φευκτικος pheuktikos – „nieśmiały, skłonny do unikania” < φευγω pheugō – „uciekać”.

### Gatunek typowy
Pitylus aureoventris d’Orbigny & Lafresnaye

### Podział systematyczny
Do rodzaju należą następujące gatunki:
- Pheucticus chrysopeplus (Vigors, 1832) – łuszcz żółty
- Pheucticus tibialis Lawrence, 1867 – łuszcz czarnogoleniowy
- Pheucticus chrysogaster (Lesson, 1832) – łuszcz żółtobrzuchy
- Pheucticus aureoventris (d’Orbigny & Lafresnaye, 1838) – łuszcz kapturowy
- Pheucticus ludovicianus (Linnaeus, 1766) – łuszcz strojny
- Pheucticus melanocephalus (Swainson, 1827) – łuszcz czarnogłowy